# KT Tunstall

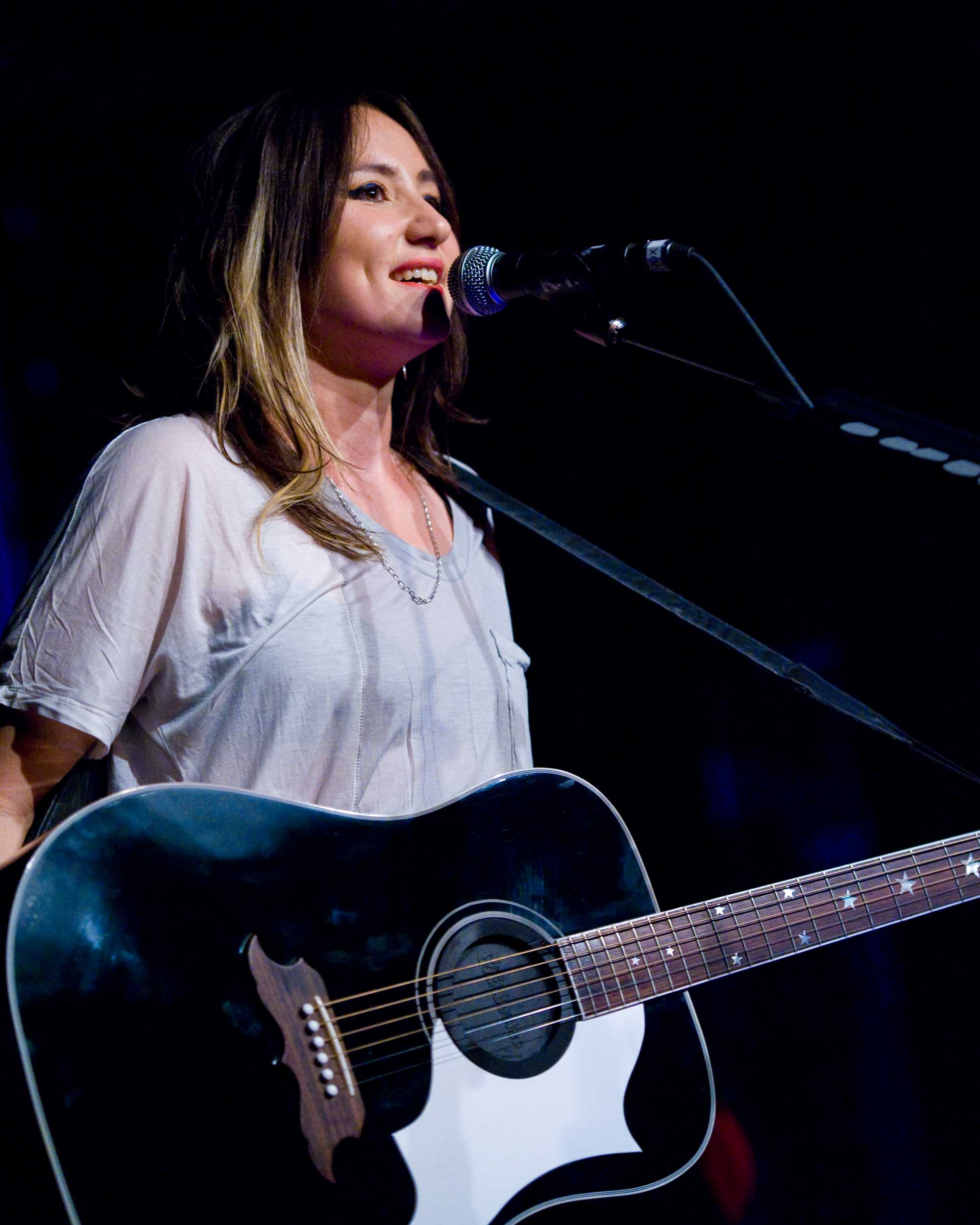
KT Tunstall (2010)

Kate Victoria „KT“ Tunstall [ˈkeɪtɪ ˈtʌnstɔːl] (* 23. Juni 1975 in Edinburgh, Schottland) ist eine schottische Sängerin, Texterin und Komponistin und zählt damit zur Gruppe der Singer-Songwriter.

## Leben
Die aus St. Andrews stammende Sängerin ist chinesisch-irischer Abstammung, wuchs bei Adoptiveltern auf und studierte an der Kent School in Connecticut sowie an der Royal Holloway Universität von London. Als sie ihre leibliche Mutter kennenlernte, erfuhr sie von ihr, dass ihr Vater Musiker war – nachdem sie diesen Weg bereits selbst eingeschlagen hatte. Zu Beginn ihrer musikalischen Laufbahn spielte sie in einigen Independent-Bands und spezialisierte sich dabei auf das Liederschreiben. Sie schrieb auch Musik für Kinder-TV-Shows und trat in diesen auch auf.
Ihr Alias „KT“ bezieht sich auf den Namen Katie. Als Studentin der University of London spielte sie Akustikgitarre in einer Studentenkneipe unter diesem Namen.
Der Durchbruch gelang ihr im Jahr 2004 mit einer Solo-Vorstellung des Songs Black Horse and the Cherry Tree bei der britischen Unterhaltungsshow Later with Jools Holland, wobei sie nur 24 Stunden Zeit hatte, sich auf diesen Auftritt vorzubereiten, nachdem der geplante Auftritt des Rappers Nas nicht stattfinden konnte, weil dessen Vater krank wurde.
Das Debütalbum Eye to the Telescope wurde kurze Zeit später erneut veröffentlicht und kletterte danach in den UK-Charts bis auf Platz 3 (nach der ersten Veröffentlichung nur bis Platz 73). Es wurde im Juli 2005 für den Mercury Music Prize 2005 nominiert.
In Deutschland wurde KT Tunstall außerhalb der Hitparaden erstmals 2005 durch ihr Konzert bei dem jährlich vom ARD-Radiosender SWR3 veranstalteten New Pop Festival bekannt.
KT Tunstall war von 2008 bis 2013 mit dem Schlagzeuger Luke Bullen verheiratet, der Mitglied in Joe Strummers Band The Mescaleros war und auch für John Squire spielte.
Bei den BRIT Awards 2006 konnte sie sich den Titel des British Female Solo Artist (Beste britische weibliche Solokünstlerin) sichern.
Eine Reihe von Songs mit akustischen Instrumenten erschien im Oktober 2006 unter dem Titel KT Tunstall's Acoustic Extravaganza. Ursprünglich sollten die Songs ausschließlich über ihre Website verkauft werden. Sie soll das Album in nur 36 Stunden eingespielt haben.
Im September 2007 erschien ihr zweites Studioalbum Drastic Fantastic. Erste Singleauskopplung war der Song Hold On.
Tunstalls drittes Studioalbum Tiger Suit ist in Deutschland am 22. Oktober 2010 erschienen. Die erste europäische Singleauskopplung (Still A) Weirdo ist am 30. August zum Download erschienen. In Amerika wurde stattdessen bereits am 10. August Fade Like a Shadow als Download-Single veröffentlicht.
Tunstalls viertes Studioalbum Invisible Empire // Crescent Moon erschien im Juni 2013.
KT Tunstall spielt vorzugsweise Westerngitarren von Gibson, hier wiederum hauptsächlich die so genannten Dove-Modelle. Bei ihren Konzerten setzt sie oft das sogenannte „Live-Looping“ ein, eine Technik bei der der Musiker eine bestimmte Sequenz spielt, aufzeichnet und dann als sich wiederholende Schleife (Loop) abspielt, um sich selbst zu begleiten.

## Diskografie

### Studioalben
| Jahr | Titel                             | Höchstplatzierung, Gesamtwochen, AuszeichnungChartplatzierungen (Jahr, Titel, Platzierungen, Wochen, Auszeichnungen, Anmerkungen) | Höchstplatzierung, Gesamtwochen, AuszeichnungChartplatzierungen (Jahr, Titel, Platzierungen, Wochen, Auszeichnungen, Anmerkungen) | Höchstplatzierung, Gesamtwochen, AuszeichnungChartplatzierungen (Jahr, Titel, Platzierungen, Wochen, Auszeichnungen, Anmerkungen) | Höchstplatzierung, Gesamtwochen, AuszeichnungChartplatzierungen (Jahr, Titel, Platzierungen, Wochen, Auszeichnungen, Anmerkungen) | Höchstplatzierung, Gesamtwochen, AuszeichnungChartplatzierungen (Jahr, Titel, Platzierungen, Wochen, Auszeichnungen, Anmerkungen) | Anmerkungen                                           |
| Jahr | Titel                             | DE | AT | CH | UK | US | Anmerkungen                                           |
| ---- | --------------------------------- | --- | --- | --- | --- | --- | ----------------------------------------------------- |
| 2004 | Eye to the Telescope              | DE43 (14 Wo.)DE | AT41 (8 Wo.)AT | CH29 Gold · (28 Wo.)CH | UK3 ×5Fünffachplatin · (98 Wo.)UK                                                                                                 | US33 Platin · (83 Wo.)US | Erstveröffentlichung: 13. Dezember 2004               |
| 2007 | Drastic Fantastic                 | DE35 (3 Wo.)DE | AT43 (3 Wo.)AT | CH8 (7 Wo.)CH | UK3 Gold · (26 Wo.)UK | US9 (13 Wo.)US | Erstveröffentlichung: 10. September 2007              |
| 2010 | Tiger Suit                        | DE89 (1 Wo.)DE | — | CH34 (2 Wo.)CH | UK5 Silber · (5 Wo.)UK | US43 (2 Wo.)US | Erstveröffentlichung: 22. September 2010              |
| 2013 | Invisible Empire // Crescent Moon | — | — | CH56 (1 Wo.)CH | UK14 (10 Wo.)UK | US64 (1 Wo.)US | Erstveröffentlichung: 7. Juni 2013                    |
| 2016 | Kin                               | — | — | CH96 (1 Wo.)CH | UK7 (2 Wo.)UK | — | Erstveröffentlichung: 9. September 2016               |
| 2018 | Wax                               | — | — | — | UK15 (1 Wo.)UK | — | Erstveröffentlichung: 5. Oktober 2018                 |
| 2022 | Nut                               | — | — | — | UK25 (1 Wo.)UK | — | Erstveröffentlichung: 9. September 2022               |
| 2023 | Face to Face                      | — | — | CH41 (1 Wo.)CH | — | — | Erstveröffentlichung: 11. August 2023 mit Suzi Quatro |

### Livealben
| Jahr | Titel          | Höchstplatzierung, Gesamtwochen, AuszeichnungChartsChartplatzierungen (Jahr, Titel, Platzierungen, Wochen, Auszeichnungen, Anmerkungen) | Anmerkungen                        |
| Jahr | Titel          | US | Anmerkungen                        |
| ---- | -------------- | --- | ---------------------------------- |
| 2008 | Live from SoHo | US199 (1 Wo.)US | Erstveröffentlichung: 27. Mai 2008 |

Weitere Livealben
- 2010: Energy Live Session: KT tunstall
- 2011: Live At The Wiltern
- 2011: Live in London March 2011
- 2013: Live Islington Assembly Hall
- 2016: Live at O2 Shepherds Bush Empire
- 2019: Live at the Barrowland Ballroom Glasgow 2019

### Kompilationen
| Jahr | Titel                               | Höchstplatzierung, Gesamtwochen, AuszeichnungChartsChartplatzierungen (Jahr, Titel, Platzierungen, Wochen, Auszeichnungen, Anmerkungen) | Anmerkungen                       |
| Jahr | Titel                               | UK | Anmerkungen                       |
| ---- | ----------------------------------- | --- | --------------------------------- |
| 2006 | KT Tunstall's Acoustic Extravaganza | UK32 (3 Wo.)UK | Erstveröffentlichung: 8. Mai 2006 |

Weitere Kompilationen
- 2017: KT Tunstall's Acoustic Extravaganza 2

### EPs
| Jahr | Titel                             | Höchstplatzierung, Gesamtwochen, AuszeichnungChartsChartplatzierungen (Jahr, Titel, Platzierungen, Wochen, Auszeichnungen, Anmerkungen) | Anmerkungen                            |
| Jahr | Titel                             | US | Anmerkungen                            |
| ---- | --------------------------------- | --- | -------------------------------------- |
| 2007 | Have Yourself a Very KT Christmas | US92 (2 Wo.)US | Erstveröffentlichung: 14. Oktober 2007 |

Weitere EPs
- 2004: False Alarm
- 2006: Live in LA – EP
- 2011: The Scarlet Tulip EP
- 2016: Golden State EP
- 2019: Extra Wax

### Singles
| Jahr | Titel Album                                          | Höchstplatzierung, Gesamtwochen, AuszeichnungChartplatzierungen (Jahr, Titel, Album, Platzierungen, Wochen, Auszeichnungen, Anmerkungen) | Höchstplatzierung, Gesamtwochen, AuszeichnungChartplatzierungen (Jahr, Titel, Album, Platzierungen, Wochen, Auszeichnungen, Anmerkungen) | Höchstplatzierung, Gesamtwochen, AuszeichnungChartplatzierungen (Jahr, Titel, Album, Platzierungen, Wochen, Auszeichnungen, Anmerkungen) | Höchstplatzierung, Gesamtwochen, AuszeichnungChartplatzierungen (Jahr, Titel, Album, Platzierungen, Wochen, Auszeichnungen, Anmerkungen) | Höchstplatzierung, Gesamtwochen, AuszeichnungChartplatzierungen (Jahr, Titel, Album, Platzierungen, Wochen, Auszeichnungen, Anmerkungen) | Anmerkungen                              |
| Jahr | Titel Album                                          | DE | AT | CH | UK | US | Anmerkungen                              |
| ---- | ---------------------------------------------------- | --- | --- | --- | --- | --- | ---------------------------------------- |
| 2005 | Black Horse and the Cherry Tree Eye to the Telescope | DE51 (9 Wo.)DE | AT31 (20 Wo.)AT | CH92 (2 Wo.)CH | UK28 Silber · (10 Wo.)UK | US20 (30 Wo.)US | Erstveröffentlichung: 21. Februar 2005   |
| 2005 | Other Side of the World Eye to the Telescope         | — | — | — | UK13 Silber · (28 Wo.)UK | — | Erstveröffentlichung: 9. Mai 2005        |
| 2005 | Suddenly I See Eye to the Telescope                  | DE89 (9 Wo.)DE | AT48 (18 Wo.)AT | CH46 (19 Wo.)CH | UK12 ×2Doppelplatin · (31 Wo.)UK | US21 (30 Wo.)US | Erstveröffentlichung: 29. August 2005    |
| 2005 | Under the Weather Eye to the Telescope               | — | — | — | UK39 (3 Wo.)UK | — | Erstveröffentlichung: 5. Dezember 2005   |
| 2006 | Another Place to Fall Eye to the Telescope           | — | — | — | UK52 (3 Wo.)UK | — | Erstveröffentlichung: 13. März 2006      |
| 2007 | Hold On Drastic Fantastic                            | DE100 (1 Wo.)DE | — | CH26 (15 Wo.)CH | UK21 (9 Wo.)UK | — | Erstveröffentlichung: 16. Juli 2007      |
| 2007 | Saving My Face Drastic Fantastic                     | — | — | CH93 (1 Wo.)CH | UK50 (3 Wo.)UK | — | Erstveröffentlichung: 12. November 2007  |
| 2008 | If Only Drastic Fantastic                            | — | — | — | UK45 (2 Wo.)UK | — | Erstveröffentlichung: 3. März 2008       |
| 2010 | (Still a) Weirdo Tiger Suit                          | — | — | — | UK39 (2 Wo.)UK | — | Erstveröffentlichung: 19. September 2010 |

Weitere Singles
- 2004: Throw Me a Rope
- 2010: Fade Like a Shadow
- 2010: Glamour Puss
- 2013: Feel It All
- 2013: Invisible Empire
- 2013: Made of Glass

## Auszeichnungen für Musikverkäufe
| Goldene Schallplatte - Australien - 2007: für die Single Suddenly I See - Brasilien - 2024: für die Single Suddenly I See - Frankreich - 2005: für das Album Eye to the Telescope - Irland - 2007: für das Album Drastic Fantastic - Italien - 2024: für die Single Suddenly I See - Neuseeland - 2025: für das Album Drastic Fantastic - Spanien - 2024: für die Single Suddenly I See | Platin-Schallplatte - Kanada - 2007: für das Album Eye to the Telescope - 2007: für die Single Black Horse and the Cherry Tree - 2007: für die Single Suddenly I See - Neuseeland - 2006: für das Album Eye to the Telescope - 2022: für die Single Suddenly I See 2× Platin-Schallplatte - Europa - 2006: für das Album Eye to the Telescope 5× Platin-Schallplatte - Irland - 2005: für das Album Eye to the Telescope |

Anmerkung: Auszeichnungen in Ländern aus den Charttabellen bzw. Chartboxen sind in ebendiesen zu finden.
| Land/RegionAuszeichnungen für Musikverkäufe (Land/Region, Auszeichnungen, Verkäufe, Quellen) | Silber     | Gold     | Platin       | Verkäufe    | Quellen                           |
| -------------------------------------------------------------------------------------------- | ---------- | -------- | ------------ | ----------- | --------------------------------- |
| Australien (ARIA)                                                                            | —          | Gold1    | —            | 35.000      | aria.com.au                       |
| Brasilien (PMB)                                                                              | —          | Gold1    | —            | 30.000      | pro-musicabr.org.br               |
| Europa (IFPI)                                                                                | —          | —        | 2× Platin2   | (2.000.000) | ifpi.org                          |
| Frankreich (SNEP)                                                                            | —          | Gold1    | —            | 100.000     | snepmusique.com                   |
| Irland (IRMA)                                                                                | —          | Gold1    | 5× Platin5   | 82.500      | irishcharts.ie                    |
| Italien (FIMI)                                                                               | —          | Gold1    | —            | 50.000      | fimi.it                           |
| Kanada (MC)                                                                                  | —          | —        | 3× Platin3   | 140.000     | musiccanada.com                   |
| Neuseeland (RMNZ)                                                                            | —          | Gold1    | 2× Platin2   | 52.500      | aotearoamusiccharts.co.nz NZ2 NZ3 |
| Schweiz (IFPI)                                                                               | —          | Gold1    | —            | 15.000      | hitparade.ch                      |
| Spanien (Promusicae)                                                                         | —          | Gold1    | —            | 30.000      | elportaldemusica.es               |
| Vereinigte Staaten (RIAA)                                                                    | —          | —        | Platin1      | 1.000.000   | riaa.com                          |
| Vereinigtes Königreich (BPI)                                                                 | 3× Silber3 | Gold1    | 7× Platin7   | 3.260.000   | bpi.co.uk                         |
| Insgesamt                                                                                    | 3× Silber3 | 9× Gold9 | 20× Platin20 |             |                                   |